# Álvaro Vadillo
Alvaro Vadillo của Real Betis đã thu hút chú ý của một loạt CLB lớn của châu Âu như Real Madrid, M.U và Udinese.
Mới chỉ 17 tuổi nhưng Vadillo đã 5 lần ra sân cùng Betis tại La Liga mùa giải này. Không may, trong trận gặp Real Madrid cuối tuần trước, Vadillo gặp chấn thương đầu gối nghiêm trọng có thể phải nghỉ thi đấu từ 2 đến 6 tháng.
Bất chấp thực tế đó, các CLB vẫn đánh cược với rủi ro để sở hữu tài năng sáng giá này. Sau khi huấn luyện viên Jose Mourinho của Real Madrid công khai bày tỏ sự quan tâm tới Vadillo thì đến lượt M.U cũng sẵn sàng đưa ra đề nghị chuyển nhượng đối với anh.
Hợp đồng hiện tại giữa Vadillo với Betis có điều khoản giải phóng lên tới 20 triệu bảng. Nhưng giá trị thực tế của cầu thủ này trên thị trường chuyển nhượng được định giá khoảng 3 triệu bảng.
Dự kiến, cuộc đua giành chữ ký của Vadillo sẽ nóng lên vào mùa Hè sang năm, khi anh có thể trở lại sân cỏ.